# Municipio La Cañada de Urdaneta
La Cañada de Urdaneta es un municipio venezolano ubicado en el estado de Zulia, en la costa oeste del lago de Maracaibo, hace parte del Área metropolitana de Maracaibo. Cuenta con una superficie aproximada de 2 040 km². Tiene una población para 2023 de 92 463 habitantes. La capital del municipio es Concepción.

## Historia
El nombre de La Cañada de Urdaneta se origina en el año de 1742, cuando Francisco Miguel Collado, teniente coronel de los reales y gobernador de la provincia de Maracaibo, ordenó la construcción de un camino que, partiendo de la actual jurisdicción de la ciudad de Maracaibo, se adentrara hacia el Sur, hacia sabanas y montes, para el levante de ganado vacuno y cabrío. Según el Diccionario de la lengua española, «cañada» es una vía para movilizar ganado con no menos de noventa varas de ancho.
Además, en épocas anteriores y desde 1535 ya eran conocidas las costas del lago. Para ello se muestra una síntesis histórica del Municipio.
- 1535 Fecha en que el padre Vicente de Requejada se recreaba con el paisaje de las costas cañaderas en su recorrido hacia el sur del Lago.
- 1717 Fundación de un poblado en la desembocadura del río Palmar con el nombre de Nuestra Señora de la Concepción del Naranjo.
- 1720 Destrucción del poblado por los aborígenes quiriquires.
- 1736 Julian de Esquivel y Juan de Maríaca fundan río arriba, entre la Villa del Rosario y la costa, un pueblo conocido con el nombre de Nuestra Señora de la Concepción.
- 1752 Destrucción del pueblo por los aborígenes caribe, bari, arawakos y motilones.
- 1752 Los padres capuchinos de la misión de Maracaibo, pertinentes a las congregaciones de Navarra y Cantabria, autores de la fundación del primer poblado en 1717, fundan el 8 de diciembre un pueblo en las riberas del Lago que llevaría por nombre Nuestra Señora de la Inmaculada Concepción, conocida también como partido de acá dentro o partido de La Cañada (Esta es aceptada como la fecha oficial de la fundación del municipio).
- 1784 El 27 de septiembre se erige la parroquia eclesiástica de la Inmaculada Concepción, segunda de la provincia de Maracaibo, con la aquiesencia del obispo Juan Ramos Lora.
- 1833 Llegada de la misión franco-alemana y se establece en las costas de la Ensenada.
- 1854 Se fundan las parroquias civiles: El Carmelo, Concepción y Chiquinquirá.
- 1872 El 28 de diciembre, fundación del distrito con el nombre de Bolívar.
- 1882 El 30 de marzo cambió el nombre de distrito Bolívar a distrito Urdaneta.
- 1985 El 23 de diciembre es refrendado por el gobernador del Zulia con cinco parroquias: Potreritos, El Carmelo, Andrés Bello, Chiquinquirá y Concepción.
- 1989 El 27 de junio, los cañaderos vieron con orgullo la decisión de la Asamblea Legislativa del estado de Zulia de elevarlo a la categoría de «municipio» con el nombre de La Cañada de Urdaneta.
- El 7 de septiembre de 2015 el presidente venezolano Nicolás Maduro declara parcialmente un Estado de excepción en el estado limítrofe del Zulia, por la crisis diplomática con Colombia, originado por los sucesos ocurridos en el estado de Táchira el 21 de agosto del mismo año. Para esa fecha fueron tres los municipios afectados por la acción presidencial.[4] El día 15 del mismo mes el cierre de frontera y la aplicación del Estado de excepción se extiende a otros siete municipios de la entidad zuliana, siendo esta entidad municipal uno de los municipios afectados por la medida ejecutiva.[5]

## Geografía
El municipio La Cañada de Urdaneta pertenece a la región occidental del estado Zulia. Su capital es la ciudad de Concepción (conocida como "La Ciudad Azul"), que también es la capital de la parroquia homónima, una de las cinco que conforman este municipio. Las otras cuatro parroquias son: Chiquinquirá, El Carmelo, Andrés Bello y Potreritos.
Sus límites geográficos son los siguientes:
- Norte: municipios Jesús Enrique Lossada y San Francisco
- Sur y Oeste: municipio Rosario de Perijá
- Este: Lago de Maracaibo

Cuenta con una extensión territorial de 2.040 kilómetros cuadrados. El relieve es predominantemente plano, resultado de los procesos de sedimentación del lago, en lo que se conoce como la planicie de Maracaibo. El municipio se encuentra a una altitud de 10 metros sobre el nivel del mar (10 msnm).
Para el año 2011, el municipio tenía una población proyectada cercana a los 100 000 habitantes, con una distribución de género equilibrada. La Cañada de Urdaneta ha sido destino de una importante cantidad de ciudadanos colombianos que han abandonado su país debido a la violencia; se estima que cerca de 20 000 colombianos desplazados residen en el municipio.
Del total poblacional, aproximadamente el 52   habita en la ciudad capital, que concentra la mayor actividad comercial e industrial de la zona.

### Parroquias
1. Concepción
2. Andrés Bello
3. Chiquinquirá
4. El Carmelo
5. Potreritos

### Fauna
Las especies animales del municipio están identificadas principalmente por la iguana: el animal característico y emblemático del cañadero.
Desde su fundación existe la cría de diferentes especies: cabras, chivos, ovejas, cochinos, vacas, caballos, burros, mulas, gallinas, pollos, patos, entre otros. 
Pueden conseguirse una variedad de animales silvestres, como el conejo, la perdiz, la turcutúa, la yaguaza, la gallineta, el báquiro, el cachicamo, el rabipelao, el tigrillo, la icotea, el cuervo, el buchón, la garza, el gavilán, el loro, machorros, sapos, ranas plataneras.
Peces y crustáceos: el camarón, el armadillo, el bocachico, la palometa, el cangrejo, la manamana, la lisa, el pámpano, entre otras especies.

### La Flora
La Cañada de Urdaneta está conformada por especies espinosas como: Cujíes, Dividives, Cardonales, entre otras.
Vegetación propia de una zona de pocas precipitaciones. Existen varias especies arbóreas utilizadas para la obtención de madera y que son propias de estos terrenos, tales como: Curarire (Araguaney, árbol nacional), Vera, entre otras.
En la zona sur se localizan manglares, propios de áreas limítrofes, entre el Lago de Maracaibo y áreas inundadas o de mal drenaje natural.
Además de estas especies de bosques, muy secos tropicales, se encuentran otras cultivadas: Cocotales, Frutales y Pastos introducidos como: Buffel, Guinea, Alemán, entre otras.
Entre las flores están: las orquídeas, y flores silvestres de forma acampanadas de poco valor comercial,

### Suelos
Posee suelos con buenas características; profundos, de textura media, con buen drenaje. En síntesis suelos aptos para las actividades agropecuarias del municipio.
Su geología presenta condiciones de las eras Cenozoica y Cuaternaria, encontrándose una tierra totalmente plana, situada en la estribación plana de la Sierra de Perijá.

### Hidrografía
El Municipio se ubica dentro del sistema tributario de la hoya del Lago de Maracaibo, con el paso del río Palmar en la parte sur y otras pequeñas corrientes que solo fluyen en invierno, predominando las condiciones de aridez en gran parte del municipio.

## Cultura

### Arquitectura
En el municipio existen tendencias arquitectónicas que fueron traídas a Venezuela en los siglos XVI, XVII y XVIII, dichas manifestaciones se ven reflejadas en algunas edificaciones, tal es el caso de la Iglesia Inmaculada Concepción, cuya planta es de estilo basilical, con tres naves separadas por 16 columnas, ocho a cada lado, cobre las que descansa una viga de concreto, que sostiene las paredes altas y la techumbre de la nave central. A la cabecera de la nave central está el Presbiterio, en plano más alto que la nave, con su retablo de 14 pinturas, elaboradas por el maestro Audio Urdaneta, y la imagen de la Inmaculada Concepción, que data del siglo xix, con la sede principal y el ambón artístico, ambos de mármol. El Ambón es de mármol de Carrara y antes era la pila bautismal del templo. (Texto en proceso de continuación, bajo responsabilidad de la Parroquia Inmaculada Concepción)
La cubierta es de descendencia colonial, caracterizada por ser de armazón de par y nudillo incluyendo laceria mudéjar.
Dentro de nuestro municipio existen también grandes ejemplos arquitectónicos, entre las cuales destaca la vivienda colonial presente, estas poseen ventanales de rejas volada sobre repisa y rematadas con quita polvo. Las rejas comúnmente son de barrotes de madera sencillos o torneados. Las hojas de las ventanas tienen postigos y las protegen persianas y celosías.
La techedumbre es de pares y nudillos y tirantes de madera tallada o rústica. En la parte superior de la fachada sobresalen los aleros como prolongación de techos de tejas.
Las casas son de grandes alturas. Poseen una utilización de colores fuertes, mantenida hasta el día de hoy, la altura de los techos se debe, a que esta manera permite la circulación de aire caliente y así lograr la conductividad dentro de la vivienda.
Existe también un modelo arquitectónico dentro del Municipio de aspecto sencillo, que fue copiado por los habitantes del mismo, una vez conocido fue aplicado y puesto de manifiesto como una ampliación y remodelación en las viviendas de interés social y que con el paso del tiempo se ha hecho muy popular en la zona

### Gastronomía
La Gastronomía del Municipio La Cañada de Urdaneta es particularmente influenciada de los orígenes indígena y español (canario, vasco y andaluz), poca influencia recibió de la raza negra en las maneras y costumbres culinarias, debido que para el momento de la conquista española le fue revocada la licencia de introducir esclavos africanos a Don Juan de Chourio, fundador de Nuestra Señora del Rosario de Perija en el año 1722;  es, por esta particularidad geográfica, uno de los rasgos más sobresalientes de este municipio zuliano.
Como otros platos de consumo de la región podemos mencionar, en primer lugar el plato originario de La Cañada, el arroz de maíz, el mondongo, conejo en coco, fifi de pescado,  arroz con patica de cochino, lengua en salsa, revuelto de pollo con pan, sancocho de res, macarronada, carne asada, puerco asado, chivo en coco, chorizas, tallarínes en coco, bollos de puerco o pescado, empanadas, arepas, entre otros.
De igual manera encontramos recetas elaboradas en base a las carnes de animales cazados como el  matacan en coco, mojito de babilla, yaguaza en coco, arroz con palomitas, conejo en coco, tigre asado, venado en coco, lapa en coco. En efecto, uno de los platos típicos de esta zona es la iguana en coco, que combina la carne del reptil con la habitual costumbre zuliana de guisar en coco.
En cuanto a los postres tenemos la cocina cañadiense se distingue por su originalidad y exquisitez, donde podemos encontrar el dulce de calabazate, dulce de limonsón con leche, huevo chimbo, chocho’e vaca, paledonias o paledoñas, majarete, mote, galletas de huevo, conservas o pasticas de leche o de coco, arroz con leche, besitos de coco, dulce de lechosa con piña,dulce de hicaco, entre otros.

### Festividades
La Feria Azul en homenaje a la Patrona del municipio La Inmaculada Concepción celebrada cada mes de diciembre en la parroquia Concepción, sector La Plaza; comenzando con la bajada de la imagen seguido de un majestuoso desfile de carrozas y comparsas, amanecer gaitero del ocho de diciembre, entre otras actividades de tipo artístico, cultural, social y deportivo.
En la parroquia La Ensenada, se celebran la Fiestas en honor a Nuestra Señora de Chiquinquirá durante el mes de noviembre. De igual manera, se celebran la Festividades en honor de Nuestra Señora del Carmen celebrada cada mes de julio en la parroquia El Carmelo y en el mes de agosto en la parroquia Potreritos.
Es importante resaltar, las celebraciones que se realizan en distintos sectores del municipio en honor a San Benito de Palermo por los denominados "vasallos de San Benito", con toques de tambores realizados por distintos grupos de Chimbangueles, al final del mes de diciembre y principio de enero, aunque este tipo de celebraciones no es restrictiva de este periodo de tiempo.
Asimismo, se celebra el día 24 de octubre en El Carmelo el natalicio del General en Jefe Rafael Urdaneta, generalmente con una eucaristía y actos solemnes en "Hato Viejo".

## Economía
Agricultura: Posee un gran rendimiento en las labores agrícolas, ya que en la zona campesina existe una gran producción de cultivos, tales como: Guayaba, yuca, tomate, cebolla, papa, pimentón, plátano, ajíes, cilantro, melón, entre otras.
Ganadería: Produce gran cantidad de ganado vacuno, óvidos y porcino, y actualmente se ha robustecido grandemente la cría de aves de corral; lo concerniente a la producción lechera en gran parte se procesa para elaborar quesos, de consumo nacional, El ganado de seba y para la matanza es llevado hacia la Costa Oriental del Lago.
Pesca: Es una actividad muy importante para el Municipio, con pesca de especies no usuales como el camarón. Y también se da la pesca de lisas, palometas, bocachicos, entre otros.
Sector Secundario: Cuenta con gran cantidad de industrias como por ejemplo: ChevronTexaco, Petrolago  (enlace roto disponible en Internet Archive; véase el historial, la primera versión y la última)., inpromar, Coninca, Bajo Grande, que es una planta de fraccionamiento ubicada en el límite con el municipio San Francisco.
Sector Terciario: Comercio y Servicios.
Comercio: La actividad comercial del municipio va desarrollándose actualmente con la mira de inversionistas que han visto el municipio como una fuente de progreso económico, fomentando pequeños centros comerciales que fortalecen la economía municipal.
Servicios: Cuenta con numerosos centros de salud, aunque de tipo rural, escuetas, gas natural, cloacas, telefonía móvil y residencial, vialidad, turismo, entre otras.
Ciencia y Tecnología: La sede del Instituto Zuliano de Investigaciones Tecnológicas (https://web.archive.org/web/20180123094445/http://www.inzit.gob.ve/), se encuentra ubicado en este municipio, en las cercanías de la Planta de Bajo Grande. El INZIT, organismo dependiente del Ministerio del Poder Popular de Ciencia, Tecnología y de Industrias Intermedias, efectúa investigaciones básicas y avanzadas en Nanomateriales, Energías Alternativas, Calidad de Ambiente, Tecnología de Alimentos y Petróleo.
Sin embargo, debido a las expropiaciones ejecutadas por el Presidente Hugo Chávez Frías, numerosas empresas han sido partícipes de esa decisión, bajo la causal de utilización por causa de utilidad pública o social.

## Símbolos

### Escudo del municipio
Fecha de Creación: enero de 1990.

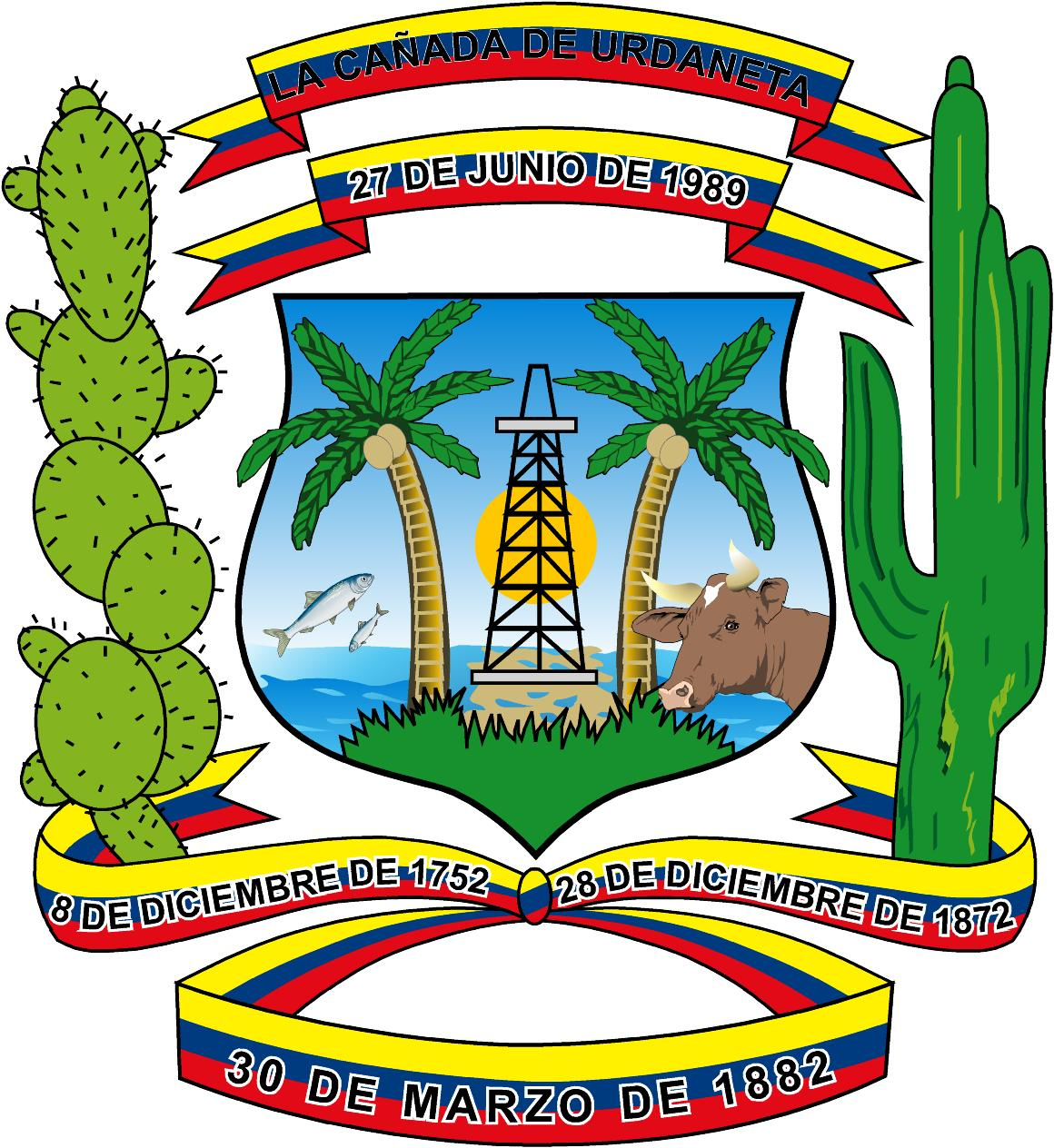
Escudo del Municipio La Cañada de Urdaneta.

Fecha de Aprobación: 10 de junio de 1990.
Autor: Lcdo. Nectario Boscán.
Descripción:
Formado por un cuartel donde se aprecian características importantes de nuestras riquezas:
Un sol radiante, reflejado en el Lago, simbolizando el clima cálido y tropical de esta tierra.
Los cocotales, expresión del paisaje que deleita al cañadero y al visitante.
Vegetación herbácea, que simboliza la naturaleza que ha permitido el cultivo del campo y la explotación agrícola.
El Lago, principal fuente hidrográfica del municipio quien además es elemento de integración con otros pueblos.
El pez, ganado vacuno y torre petrolera, representan las riquezas que forman parte de la base fundamental de la economía y el desarrollo del municipio.
Las tunas y los cardones son la vegetación característica de tierra árida, y representan el símbolo perenne de la fortaleza nativo para adaptarse al hábitat.
Se exhiben además tres fechas históricas en la parte inferior: 8 de diciembre de 1752, tercera y definitiva fundación del municipio; 28 de diciembre de 1872, fundación del distrito, llamado Distrito Bolívar; y 30 de marzo de 1882, pasa de llamarse Distrito Bolívar a Distrito Urdaneta.
Y en la parte superior: 27 de junio de 1989, nos otorgan el nombre de Municipio La Cañada de Urdaneta.

### Bandera del municipio

Bandera la Cañada de Urdaneta.

La Bandera Municipal fue diseñada por el Ingeniero Douglas Villasmil y por el T. S. U. Alejandro Perea, con fecha de creación de 30 de octubre de 1997 y oficializada como tal el 19 de abril de 1998, luego de un concurso público, sin embargo, no es muy popular entre la población dado que no se utiliza más allá de las instituciones oficiales locales, regionales y nacionales. 
El diseño de la bandera se compone de tres franjas verticales y sobre estas (en la parte central-izquierda) un sol radiante, simbolizando el clima cálido y tropical de esta tierra, en él se manifiesta características importantes de nuestra geografía, economía, flora y fauna. La franja de color gris (de treinta centímetros de ancho por quince de largo) representa la fortaleza y tenacidad de la gente trabajadora, luchadora, vigorosa y aguerrida que impulsan el desarrollo del municipio; la franja de color Blanco (treinta centímetros de ancho por tres de largo) representa la grandeza espiritual del Cañadero expresada en su fe Cristiana y devoción por su patrona, la Virgen María, asimismo la generosidad, solidaridad y hermandad del cañadero; y por último, la franja de color azul zafiro (30cm de ancho por treinta de largo) representan a los intelectuales, profesionales, artistas, estudiantes, políticos, militares, deportistas, entre tros que han formado parte de la historia local, regional, nacional (y en algunos casos internacional)  enalteciendo en todo momento el nombre del Municipio La Cañada de Urdaneta con honestidad y orgullo por su tierra.
```mediawiki

## Política y gobierno

### Alcaldes
| Período     | Alcalde          | Partido político / Alianza | % de votos | Notas                                                                                                                                                 |
| ----------- | ---------------- | -------------------------- | ---------- | ----------------------------------------------------------------------------------------------------------------------------------------------------- |
| 1989 - 1992 | Rogelio Boscan   | COPEI                      | 50,49      | Primer alcalde bajo elecciones directas                                                                                                               |
| 1992 - 1995 | Rogelio Boscan   | COPEI                      | 55,87      | Reelecto                                                                                                                                              |
| 1995 - 2000 | Nidia Gutiérrez  | AD                         | -          | Segundo alcalde bajo elecciones directas(se realizaron elecciones generales adelantadas en el 2000 debido a la aprobación de la Constitución de 1999) |
| 2000 - 2004 | Nidia Gutiérrez  | AD                         | 81,16      | Reelecta                                                                                                                                              |
| 2004 - 2008 | Nidia Gutiérrez  | AD                         | 59,91      | Reelecta                                                                                                                                              |
| 2008 - 2013 | Maira Zamora     | PSUV                       | 44,14      | Tercer alcalde bajo elecciones directas (se postergan 1 año las elecciones municipales pautadas para finales del 2012)                                |
| 2013 - 2017 | Nidia Gutiérrez  | AD MUD                     | 56,82      | Cuarto alcalde bajo elecciones directas                                                                                                               |
| 2017 - 2021 | Orlando Urdaneta | PSUV                       | 68,86      | Quinto alcalde bajo elecciones directas.                                                                                                              |
| 2021 - 2025 | Nidia Gutiérrez  | AD MUD                     | 58,03      | Sexto alcalde bajo elecciones directas                                                                                                                |

### Concejo municipal
Período 2021 - 2025
| Concejales        | Partido político / Alianza |
| ----------------- | -------------------------- |
| Héctor Villasmil  | MUD                        |
| Alicia García     | MUD                        |
| Angel Fernández   | MUD                        |
| Ronald Soto       | MUD                        |
| Ricardo Atencio   | MUD                        |
| Deyaire Gutiérrez | MUD                        |
| Celida Suárez     | PSUV                       |
| Rony Prieto       | PSUV                       |
| Maria Montiel     | (Representación Indígena)  |

## Situación de inseguridad
Actualmente el municipio está siendo víctimas de numerosas muertes, originadas en su mayoría por armas, debido a que se ha comprobado el flujo de "mafias" que lideran en los sectores de La Cañada. Muchos intentos por acabar con esta realidad se han producido: unir policías, atención especializada de la Fuerza Armada Nacional Bolivariana, sin embargo, no han sido suficiente.
Día a a día puede apreciarse como gran cantidad de personas en su mayoría jóvenes son víctimas del hampa. Estas realidades, han provocado un éxodo, un temor en los habitantes del municipio.